# Climber's High
Pour plus de détails, voir Fiche technique et Distribution.
Climber's High (クライマーズ・ハイ) est un film japonais réalisé par Masato Harada, sorti en 2008.

## Synopsis
Un journaliste enquête sur le crash du vol Japan Airlines 123.

## Fiche technique
- Titre : Climber's High
- Titre original : クライマーズ・ハイ
- Réalisation : Masato Harada
- Scénario : Masato Harada, Masato Katō et Izuru Narushima d'après le roman de Hideo Yokoyama
- Musique : Takatsugu Muramatsu
- Photographie : Gen Kobayashi
- Montage : Eugene Harada et Hiroshi Sunaga
- Production : Masaaki Wakasugi (producteur délégué)
- Société de production : Be-Wild
- Pays :  Japon
- Genre : Drame
- Durée : 145 minutes
- Dates de sortie : 
  - Japon : 5 juillet 2008[1]

## Distribution
- Shin'ichi Tsutsumi : Kazuo Kiki
- Masato Sakai : Tatsuya Sayama
- Machiko Ono : Chizuko Tamaki
- Masahiro Takashima : Anzai Koichiro
- Tsutomu Yamazaki : Raizo Shirakawa
- Denden : Masao Kamejima
- Ken'ichi Endō : Yohei Todoroki
- Keisuke Horibe : Zenkichi Tazawa
- Yukijirō Hotaru : Jo Oimura
- Yū Kamio
- Magy : Benjiro Yoshii
- Sarutoki Minagawa : Yasuo Ito
- Ikuji Nakamura : Takaaki Kasuya
- Naomi Nishida : Sayuri Anzai
- Maho Nonami : Minami Kuroda
- Yukiyoshi Ozawa : Rintaro Anzai
- Kanehiro Ri
- Diane Spencer : Jane
- Tomorō Taguchi : Enji Kishi
- Ken'ichi Takitō : Shusaku Kanzawa
- Orie Tōjō
- Yukinari Yanagino

## Distinctions
Le film a été nommé pour dix Japan Academy Prizes et a reçu celui du meilleur scénario.